# Сан-Надзаро
Сан-Надза́ро (итал. San Nazzaro) — коммуна в Италии, располагается в регионе Кампания, в провинции Беневенто.
Население составляет 877 человек (2008 г.), плотность населения составляет 438 чел./км². Занимает площадь 2 км². Почтовый индекс — 82010. Телефонный код — 0824.
Покровителями коммуны почитаются святые Назарий и Цельсий.

## Демография
Динамика населения:

## Администрация коммуны
- Официальный сайт: http://www.comune.sannazzaro.bn.it/